# Kuruštama-Vertrag
Der Kuruštama-Vertrag, auch Kurustama-Vertrag, war eine zwischenstaatliche Vereinbarung aus dem 15. Jahrhundert v. Chr. zwischen dem Ägyptischen Reich und dem Hethiterreich. Teile des Vertrages sind auf keilschriftlichen Tafeln aus Ḫattuša erhalten geblieben, einerseits als Sekundärquellen in späterer Überlieferung, andererseits existiert auch ein Fragment des Originalvertrages. Es ist der älteste erhaltene paritätische Staatsvertrag. Als Vertragspartner kommen auf hethitischer Seite Tudḫaliya I. und auf ägyptischer Seite Thutmosis III. oder nach älterer Auffassung Amenophis II. in Frage. In dem Vertrag regelten Ägypter und Hethiter die Folgen der Emigration von Bewohnern aus Kuruštama ins Herrschaftsgebiet der Ägypter. Der Vertrag scheint auch Grenzregelungen beinhaltet zu haben. Er besaß bis zum Überfall der Hethiter auf das ägyptische Amka am Ende der ägyptischen 18. Dynastie Gültigkeit (ca. 1330 v. Chr.; siehe dazu auch Daḫamunzu-Affäre). Die Stadt Kuruštama lag vermutlich im nördlichen oder nordöstlichen Anatolien, eine genaue Lokalisation ist jedoch nicht möglich.

## Überlieferung

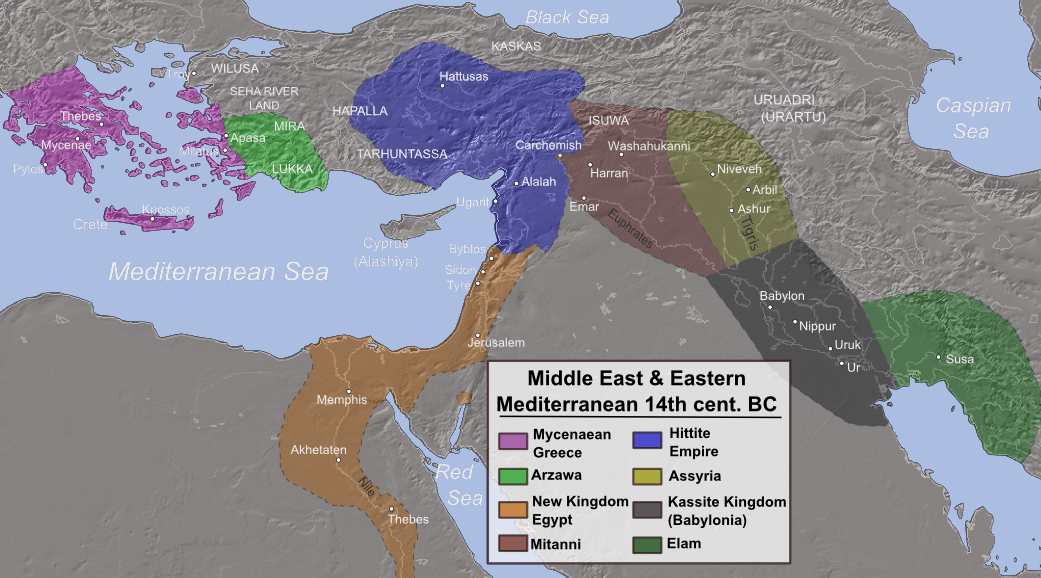
Geopolitische Situation in Vorderasien im 14. Jh. v. Chr.

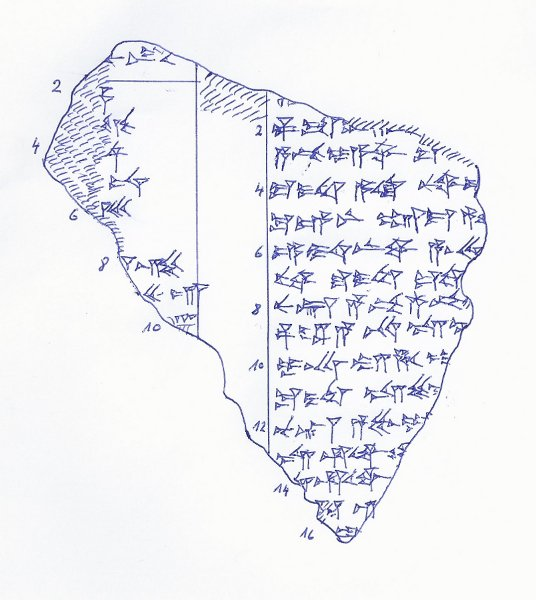
Beispiel eines hethitischen Keilschrift-Fragments mit den „Mannestaten Šuppiluliumas“

In Ḫattuša, der Hauptstadt des Hethiter-Reiches, entdeckten Archäologen die Tontafel-Archive der hethitischen Staatsverwaltung. Darunter befanden sich die sogenannten „Mannestaten Šuppiluliumas“ (auch „Annalen Šuppiluliumas“ genannt), die Muršili II., ein Sohn und Nachfolger des hethitischen Großkönigs Šuppiluliuma I., verfasste. Darin ist die sogenannte Daḫamunzu-Affäre überliefert. Als hethitische Truppen am Ende der Amarnazeit ins ägyptische Grenzgebiet einfielen, gerieten die Ägypter in eine schwierige Lage, da gerade der Pharao gestorben war. In dieser Situation schrieb die kinderlose Königswitwe (vermutlich Anchesenamun) einen Brief an Šuppiluliuma I. mit der Bitte um einen Sohn als Gemahl, der über Ägypten regieren sollte. Šuppiluliuma I. ließ daraufhin in den Archiven nach früheren ägyptisch-hethitischen Beziehungen recherchieren. Man brachte ihm einen Vertrag, in dem die Bewohner von Kuruštama eine wichtige Rolle spielen, weshalb er als Kuruštama-Vertrag bezeichnet wird.

„[…] und dann forderte mein Vater die Vertragsurkunde. ‚Wie früher der Wettergott den Mann von Kuruštama den Hethiter, nahm und ihn in das Land Ägypten fortbrachte und sie (!) zu Leuten von Ägypten machte; wie der Wettergott zwischen dem Lande Ägypten und dem Land Ḫatti einen [Ver]trag schloss; wie sie auf ewig untereinander befreundet waren: wie man vor ihnen die Tafel vorlas.‘ Dann sprach mein Vater folgendermaßen zu ihnen: ‚Von alters her war[en] Ḫattuša und Ägypten befreundet. Jetzt ereignete sich uns auch noch dies untereinander. Das Land Ḫatti [und] das Land Ägypten werden weiterhin auf ewig untereinander befreu[ndet] sein!‘“

In der Daḫamunzu-Affäre gab Šuppiluliuma I. schließlich dem Begehren der ägyptischen Königswitwe nach und schickte seinen Sohn Zannanza nach Ägypten, der jedoch ermordet wurde. Šuppiluliuma führte einen Vergeltungsschlag gegen Ägypten, von dem jedoch die Kriegsgefangenen eine Seuche (meist als „Pest“ bezeichnet) in Anatolien einschleppten, an der auch Šuppiluliuma starb. In den sogenannten Pestgebeten versuchte Muršili II. über Orakelanfragen den Grund für den Zorn der Götter und den damit verbundenen Ausbruch der Seuche festzustellen. Im 2. Pestgebet wird als Grund der Einfall in die Amka-Ebene und damit der Bruch des Kuruštama-Vertrages genannt.

„[und ich fand] zwei uralte Urkunden […] Die zweite Tafel aber über die Stadt Kuruštama: ‚Wie der Wettergott von Hatti die Leute von Kuruštama in das Land Ägypten fortbrachte; wie der Wettergott von Hatti ihnen einen Vertrag machte, und sie dann durch den Wettergott von Hatti vereidigt waren.‘ Und (ungeachtet der Tatsache), dass die Leute von Ḫattuša und die Leute von Ägypten durch den Wettergott von Hatti vereidigt waren, kamen die Leute von Ḫattuša, um die Oberhand zu gewinnen, und die Leute von Ḫattuša brachen dadurch sofort den Gotteseid. Mein Vater sandte Truppen und Wagen und sie griffen das Land Amka, das Grenzland zu Ägypten, an. Und er schickte wieder und sie griffen wieder an. Wie ich die (eben) erwähnte Tafel über das Land Ägypten vorfand […]“

Ein fragmentarisch erhaltenes Pestgebet (CTH 379) erwähnt ebenfalls den Kuruštama-Vertrag:

„[Es war eine Tafel? über] Ägypten. Zu dieser Tafel habe ich kein Wort hinzugefügt, noch habe ich [irgendeines] weggenommen. Oh ihr Götter, meine Herren, merket auf! Ich weiß nicht, ob einer von den Königen vor mir [ein Wort] hinzugefügt oder weggenommen hat. Ich weiß nichts (davon) und ich habe davon seitdem kein Wort (mehr) gehört. Ich beschäftigte mich nicht mit diesen Grenzen, die für uns vom Sturmgott gesetzt wurden. Diese Grenzen, die mein Vater mir hinterlassen hatte, diese Grenzen [behielt ich bei]. Ich wollte von ihm [nichts] […] Noch [nahm ich etwas] von seinem Grenzland.“

Durch die Identifizierung des Fragments KBo VIII, 37 (CTH 134 zugeordnet) als einen Teil des Originalvertrages hat sich die Beleglage deutlich verbessert. Mittlerweile sind noch weitere Fragmente (CTH 134) hinzugekommen, bei denen es sich teilweise um jüngere Abschriften des Kuruštama-Vertrages handelt.
Im ägyptisch-hethitischen Friedensvertrag zwischen Ramses II. und Ḫattušili III. um 1259 v. Chr. wird die Erneuerung eines älteren Vertrages erwähnt, bei dem es sich um den Kuruštama-Vertrag handeln könnte.

## Datierung

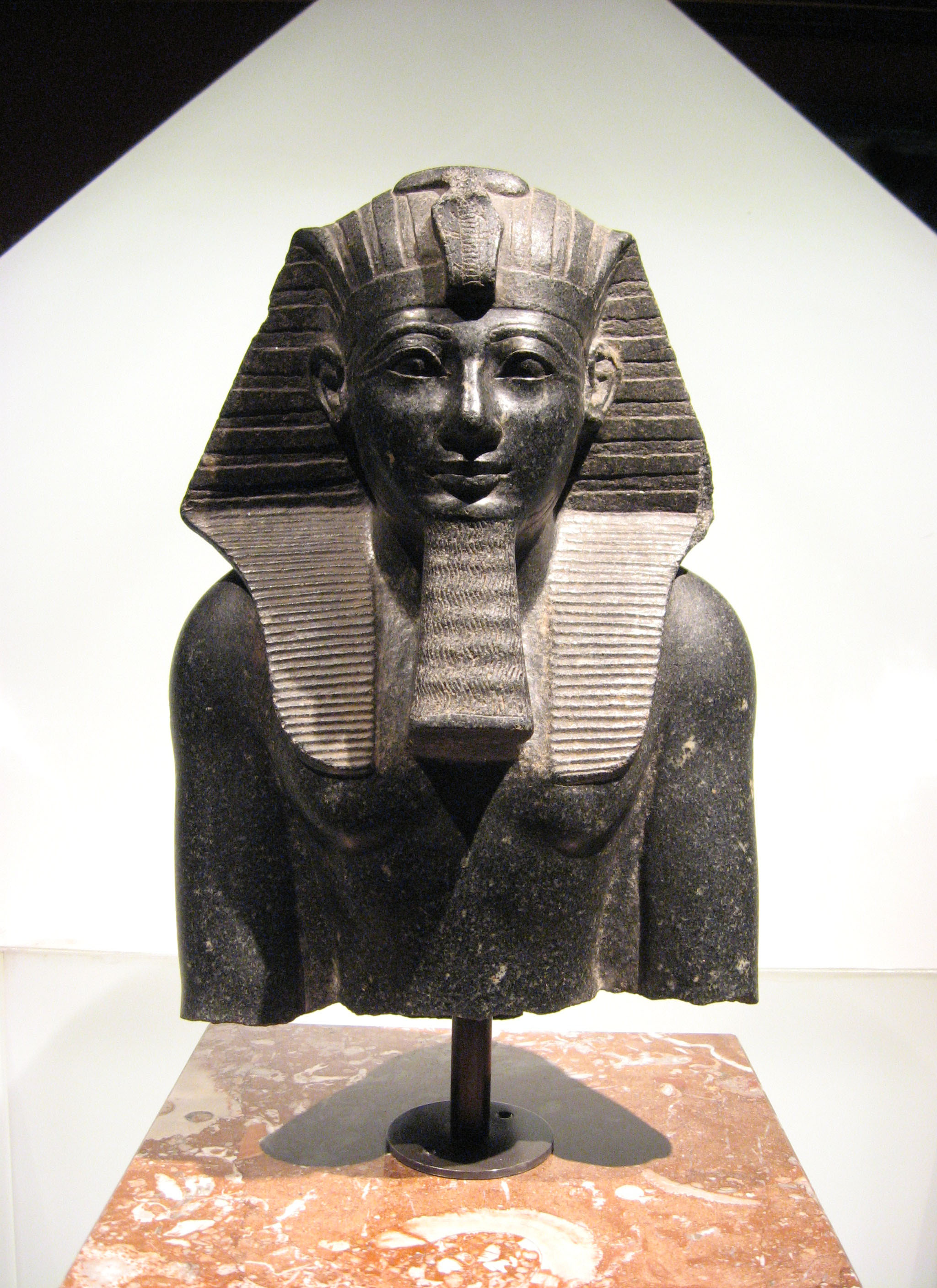
Thutmosis III., der als ägyptischer Vertragspartner in Frage kommt.

Im Gebet CTH 379 erwähnt Muršili II., dass er nicht dafür garantieren könne, dass andere Könige vor ihm den Vertrag nicht verändert hätten. Demnach müssen zwischen der Abfassung und der Erwähnung Muršilis II. mehrere Könige regiert haben, womit auch eine Datierung in die Regierungszeit Šuppiluliumas I. entfällt. Dies passt auch zur Aussage Šuppiluliumas, ein Vertrag bestünde „seit alters, von jeher“.
CTH 134 datiert aufgrund von paläographischen und sprachlichen Kriterien eindeutig ins 15. Jahrhundert v. Chr. Auch andere Fragmente und Zitate enthalten typische mittelhethitische Schreibungen. Somit herrscht in der Forschung mittlerweile Einigkeit über eine Datierung in die mittelhethitische Zeit. Das wörtliche Zitat im 2. Pestgebet des Muršili II. weist ebenfalls grammatische Archaismen auf. Am ehesten kommt die Regierungszeit von Tudḫaliya I. in Frage. Nach innenpolitischen Wirren engagierte sich dieser erstmals wieder in Vorderasien, beispielsweise durch Verträge mit Tunip (KBo IXX, 59) und Aštata (KUB LVII, 18).
Auf ägyptischer Seite kommen aus chronologischen Gründen nur die Könige Amenophis II. und Thutmosis III. in Frage. Itamar Singer sprach sich für Amenophis II. aus. Die Regierung Thutmosis’ III. sei noch zu früh. Er verweist auf die Memphis-Stele, nach welcher Ḫatti und Sanger (Babylon) bei ihm um Frieden baten, was als Hinweise auf diplomatische Beziehungen gedeutet werden kann. Allerdings ist nach Francis Breyer den Texten dieses Königs wenig Glauben zu schenken. Demnach versuchte dieser nur über die Tatsache hinwegzutäuschen, wie wenig er an die Erfolge seiner Vorgänger anzuknüpfen vermochte.
Demgegenüber scheinen durchaus Synchronismen zwischen Tudḫaliya I. und Thutmosis III. zu bestehen. So erfolgte vermutlich die Eroberung Aleppos durch Tudḫaliya I. im Kontext der Schwächung Mitannis durch die Aktivitäten Thutmosis’ III. Deshalb kommt für Breyer als Vertragspartner im Kuruštama-Vertrag auf ägyptischer Seite nur Thutmosis III. in Frage. In den Annalen Thutmosis’ III. findet sich auch das erste gesicherte Auftreten „Ḫattis“ in altägyptischen Quellen. Beim Ausdruck Ḫt3 ˁ3 („Groß-Ḫatti“) handelt es sich um einen spezifischen Terminus technicus in hethitischen diplomatischen Texten. Weitere Hinweise auf Beziehungen zum Hethiter-Reich sind die Toponyme jsy (Isi), tnj (Teni) und qtj (Keti), bei denen es sich vermutlich um anatolische Ortsnamen handelt.

## Interpretationen
Inhaltlich geht aus den Tafeln hervor, dass die Migration der Bewohner von Kuruštama eine vertragliche Regelung zwischen Ägyptern und Hethitern zur Folge hatte. Der Vertrag scheint auch Grenzregelungen beinhaltet zu haben, die bis zum Überfall der Hethiter auf das ägyptische Amka am Ende der Amarna-Zeit Gültigkeit besaßen. Über darüber hinausgehende inhaltliche Rekonstruktionen herrscht in der Forschung Uneinigkeit.
Dietrich Sürenhagen bezeichnete den Kuruštama-Vertrag als „Entlassungsvertrag“ und versuchte herauszuarbeiten, dass er sich von einem in den Texten erwähnten früheren ägyptisch-hethitischen Vertrag unterscheidet. Wohl sei er aber der Anlass, mit Ägypten in diplomatischen Verkehr zu treten, da die Leute aus Kuruštama aus ihrer bisherigen Untertanenschaft entlassen und „zu Leuten von Ägypten“ würden. Eine zeitliche Differenzierung der Ereignisse ist allerdings nicht möglich, womit diese Theorie wenig plausibel erscheint.
Nach Emil Forrer handelt es sich bei den Leuten von Kuruštama um Flüchtlinge, die infolge der Eroberung Syriens durch die Hethiter vertrieben wurden und auf ägyptischem Territorium Asyl suchten. Demnach sei es eine der Aufgaben des hethitischen Gesandten Ḫattušazidi in der Daḫamunzu-Affäre gewesen, wegen dieses Flüchtlingsproblems mit der ägyptischen Seite zu verhandeln. Vergleichend zum Arzawa-Brief EA 31 (siehe Amarna-Briefe), in welchem Kaškäer als Arbeitskräfte gefordert werden, sieht dagegen Eugène Cavaignac die Kuruštamäer als hethitische Gefangene.
Nach Breyers Auffassung hatten sich die beiden Großmächte soweit angenähert, dass eine direkte Konfrontation drohte, weshalb sie diplomatische Kontakte aufnahmen. Die Ägypter lernten die Keilschrift, um sich international verständigen zu können. Bereits vor der Amarna-Zeit entstand somit eine Art Verhaltenskodex zwischenstaatlicher Beziehungen. Die beginnenden und intensiver werdenden Kontakte zwischen den beiden Kulturen wurden in der Thutmosidenzeit erstmals fassbar: „Nicht nur bei den diplomatischen Beziehungen muss man sich also von dem lieb gewonnenen Bild einer Internationalisierung erst in der Amarnazeit verabschieden – bereits die frühen Thutmosiden waren ‚global player‘.“